# Edward Bulwer-Lytton
Edward George Earl Bulwer-Lytton, primul Baron de Lytton, (n. 25 mai 1803, Londra, Regatul Unit al Marii Britanii și Irlandei – d. 18 ianuarie 1873, Torquay, Anglia, Regatul Unit al Marii Britanii și Irlandei) a fost un romancier, dramaturg și om politic britanic.
A intrat în Parlamentul britanic ca liberal în 1831, dar s-a retras în 1841 și a reintrat în 1852, ca membru al Partidului Conservator.
Între timp, a scris romane istorice de mari dimensiuni, printre care Ultimele zile ale orașului Pompei (The Last Days of Pompeii, vol. I-III, 1834) și Harold, ultimul rege saxon (Harold, the Last of the Saxon Kings, 1848).
În 1866, Edward Bulwer-Lytton a devenit membru al Camerei Lorzilor, era prieten apropiat cu Benjamin Disraeli, prim-ministrul Angliei și cu Charles Dickens.
Datorită marii sale pasiuni pentru lumea magiei ezoterice, Edward Bulwer-Lytton a fost Mare Patron al Societății Rosicruciene Engleze și Mare Maestru al Lojei Masonice de Rit Scoțian. Inițierea sa în francmasonerie a avut loc în loja germană din Frankfurt pe Main numită L’Aurore Naissante. Edward Bulwer-Lytton a fost de asemenea și sef al serviciilor secrete britanice, unul dintre subalternii săi era Elena Blavatschi, care pomenește despre el în lucrarea Isis dezvăluită.
Fraza de început a romanului său Paul Clifford, publicat în 1830, „Era o noapte întunecată și furtunoasă...", a dat naștere premiului anual pentru literatură de ficțiune Bulwer-Lytton, pentru care concurenții se întrec în a crea cea mai folosită frază de început a unui roman ipotetic.

## Maxime Edward Bulwer-Lytton
- „Pana e mai puternică decât sabia”
- „Geniul face ce trebuie; talentul ceea ce poate”
- „Cel care așteaptă moartea moare de două ori”
- „Cel mai bun profesor e cel care sugerează, nu dogmatizează, și-l inspiră pe ascultător cu dorința lui de a se autoeduca”
- „Dragostea înseamnă activitate pentru cei trândavi și divertisment pentru cei plini de energie”
- „Când o persoană e la pământ în lumea aceasta, un gram de ajutor este mai bun decât un kilogram de predică”
- „Cel mai ușor de înșelat este să te înșeli pe tine însuți”
- E greu de spus cine fac cel mai mult rău: dușmanii, cu intențiile cele mai rele, sau prietenii, cu cele mai bune.[23]
- „Entuziasmul este spiritul sincerității și adevărul nu poate săvârși victorii fără el”
- „Remușcarea este ecoul unei virtuți pierdute”
- „Răzbunarea este o patimă des întâlnită; este păcatul celui neinstruit. Sălbaticul o consideră nobilă; dar religia lui Christos, care este civilizatorul sublim, o condamnă cu tărie”[24]

## Opera literară
- Leila: The Siege of Granada
- Calderon, the Courtier
- The Pilgrims of the Rhine
- Falkland (1827)
- Pelham: The Adventures of a Gentleman (1828)
- The Disowned (1829)
- Devereux (1829)
- Paul Clifford (1830)
- Eugene Aram (1832)
- Godolphin (1833)
- Falkland (1834)
- Ultimele zile ale orasului Pompeii (1834)
- Rienzi, the last of the Roman tribunes (1835)
- The Student (1835)
- Ernest Maltravers (1837)
- Alice (1838)
- Night and Morning (1841)
- Zanoni (1842)
- The Last of the Barons (1843)
- Lucretia (1846)
- Harold, the Last of the Saxons (1848)
- The Caxtons: A Family Picture (1849)
- My Novel, or Varieties in English Life (1853)
- The Haunted and the Haunters (The House and the Brain ) (1859)
- What Will He Do With It? (1858)
- A Strange Story (1862)
- The Coming Race (Rasa care va veni) (1871)
- Kenelm Chillingly (1873)
- The Parisiens (1873 neterminată)

## Piese de teatru
- The Lady of Lyons (1838)
- Richelieu (1839)
- Money (1840)